# Château de Gavaudun
Le château de Gavaudun est un ancien château fort, de nos jours ruiné, dont les vestiges se dressent sur la commune française de Gavaudun dans le département de Lot-et-Garonne, en région Nouvelle-Aquitaine.
L'ancien château fait l'objet d'un classement au titre des monuments historiques.

## Localisation
Le château est bâti sur un long rocher calcaire, le long du vallon encaissé de la Lède qui permettait de descendre du sud du Périgord vers la vallée du Lot, sur la commune de Gavaudun, dans le département français de Lot-et-Garonne. Il est situé à deux pas du Périgord noir, près du château de Biron en Dordogne, et du château de Bonaguil en Lot-et-Garonne.

## Historique
Le château existait en 1160 quand pour en chasser des brigands ou des hérétiques, l'évêque de Périgueux, Jean d'Assida, l'a assiégé, pris et démoli d'après le Gallia Christiana. Le château a dû être reconstruit peu après.
Le château fut construit entre le XIIe et le XIIIe siècle, sur le principal axe de circulation entre le Périgord et l’Agenais.
Le château est cité dans le saisimentum, lors de la prise de pouvoir sur les terres du comte de Toulouse par le roi de France, en 1271. Huit ans plus tard on trouve un testament signé de R. de Gavaudun. Le même nom est cité en 1293. Il existait donc une famille de Gavaudun à cette époque.
Pendant la guerre de Cent Ans, il fut une pièce maîtresse dans le jeu de la guerre d'usure franco-anglaise. En 1324, le roi d'Angleterre cite le nom d'une famille Baleinx, Amstang de Baleinx, seigneur de Gavaudun. Ce même Amstang de Baleinx est qualifié seigneur de Cahuzac en 1341.

### Famille de Durfort
Le 25 octobre 1398, dans un acte, Bernard de Durfort est qualifié de seigneur de Gavaudun et de Laroque-Timbaut. Par une procuration faite en 1401 par Bernard de Durfort à Amanieu de Montpezat, on apprend que le château de Gavaudun tient pour le roi de France et est entouré d'Anglais. Aymeri de Durfort hérita de tous les biens des familles de Goth, de Blanquefort, de Duras, etc. Son second fils, Bertrand, a reçu les seigneuries de Gavaudun et de Laroque-Timbaut.

### Famille de Lustrac et ses alliances
Trente ans plus tard, la seigneurie de Gavaudun est passée dans la famille de Lustrac. En 1430, Arnaud de Lustrac, connu sous le nom de Naudonnet, se qualifie de seigneur de Gavaudun. Il a été un des capitaines gascons qui ont combattu toute leur vie contre les Anglais. En 1427, à la demande des consuls, il est nommé capitaine de la ville de Lauzerte et châtelain dudit château. Après 1434, il commandait pour le roi de France les villes de Penne-d'Agenais, Lauzerte, Sauveterre, Monflanquin, Castelculier. Il possédait les seigneuries de Lustrac, Terrasson, Montmarey, Tersol, Pierre-Levade, La Bastide de Michemont, Gavaudun ... Naudonnet de Lustrac réside souvent à Gavaudun où il réunit plusieurs fois sa troupe. Après sa mort, son frère François de Lustrade, a rendu hommage pour la seigneurie de Gavaudun en 1470, mais c'est le fils de Naudonnet, Antoine de Lustrac qui est baron de Gavaudun et autres lieux. Le château est ensuite passé à son fils, Bertrand, mort en 1524 sans postérité, puis à Antoine II de Lustrac, marié à Françoise de Pompadour. Il a participé à la bataille de Cérisoles, mais en est revenu aveugle. Il a marié sa fille unique, Marguerite de Lustrac, avec Jacques d'Albon de Saint-André, en 1544. Il a dû mourir peu après 1557 laissant tous ses biens à sa fille. Veuve du maréchal de Saint-André depuis 1562, Marguerite de Lustrac a épousé Geoffroy de Caumont en 1568 au château de Gavaudun. Marguerite a alors résidé dans ses châteaux de l'Agenais, Lustrac, Gavaudun, Caumont et ne revint plus à la cour. Son mari est assassiné en 1574. Elle est alors enceinte de sept mois et donne naissance à sa fille, Anne de Caumont, le 10 juin 1574, probablement au château de Gavaudun.
Au début des guerres de religion, le village de Gavaudun est devenu protestant. Le château est souvent cité dans les faits d'armes de Geoffroy de Vivans. Henri de Navarre l'avait mis à disposition de Marguerite de Lustrac pour la protéger, en 1580. Après la bataille de Coutras, Vivans se remet de ses blessures au château de Gavaudun.
Anne de Caumont s'est mariée en 1595 avec François d'Orléans, comte de Saint-Pol, frère du duc de Longueville. Marguerite de Lustrac est morte en 1595 au château des Milandes. Dans son testament, elle fait du duc de La Force, neveu de Geoffroy de Caumont, son héritier universel et déshérite sa fille. D'après ce testament, Anne de Caumont est châtelaine de Gavaudun depuis son mariage, en 1595. Son fils unique est tué dans une escarmouche devant Montpellier, le 3 septembre 1622, et son mari, le 7 octobre 1631. Pour payer les dettes de son fils et de son mari, elle avait dû vendre une partie de ses terres. Elle a rendu hommage pour les baronnies de Caumont et de Gavaudun jusqu'à sa mort, le 17 juin 1642. Elle a fait de son neveu, Henri d'Orléans, duc de Longueville, son légataire universel, mais fit à Jean Baptiste d'Auray et à son épouse, Françoise de Souillac, un don à chacun d'eux de 22 000 livres tournois et 6 000 livres tournois à leur fils, Pierre d'Auray. Il semble que ce don de 50 000 livres tournois n'a pas été payé à la famille d'Auray et a été échangé contre la seigneurie de Gavaudun.

### Famille d'Auray de Brie
Devenu seigneur de Gavaudun, Jean Baptiste d'Auray de Brie va essayer d'échanger celle-ci contre la vicomté de Châteauneuf dans le Haut-Limousin appartenant à Jeanne de Pierrebuffières, en 1644. Cet échange ne s'est pas fait pour une raison inconnue. Dans son contrat de mariage signé en 1669, René d'Auray, fils de Jean-Baptiste, est qualifié de marquis de Gavaudun. La terre de Gavaudun est ensuite passée à Jacques-Armand d'Auray, héritier de sa grand-mère, Françoise de Souillac.

### Famille de Belsunce
Les d'Auray de Brie étant très endettés, leurs créanciers ont obtenu la vente de la seigneurie de Gavaudun par arrêt du parlement. Le 30 juillet 1686, la terre et seigneurie de Gavaudun est achetée par le marquis Armand Ier de Belsunce pour la somme de 64 000 livres. Certains créanciers ayant protesté de cette vente, elle n'est devenue définitive qu'après un arrêt du parlement, en 1690.
Le marquis de Belsunce a une branche cadette d'une famille originaire de la Basse-Navarre qui s'est établie en Agenais au début du XVIIe siècle. Jacques de Belsunce, fils cadet de Jean V de Belsunce, a acheté en 1631 la seigneurie de Born à Maximilien et Philippe de Durfort. Il a été un des principaux chefs protestants en Agenais. Il s'est marié en 1631 avec Jeanne de l'Effe dont il a eu neuf enfants. Plusieurs de ses fils sont morts au combat. Ses filles Charlotte et Louise ont épousé des membres de la famille de Caumont. Leur frère aîné, Armand de Belsunce, a épousé en 1668 Anne de Caumont-Lauzun, fille de Gabriel Nompar de Caumont. Il a participé à l'expédition de Portugal en 1667 pendant la guerre de Dévolution. En 1668, il a reçu du maréchal de La Force la terre et seigneurie de Castelmoron. Après être devenu catholique, il a été nommé sénéchal d'Agenais le 30 mars 1699. Sa résidence étant au château de Born, il n'a probablement jamais résidé au château de Gavaudun. Il est mort au château de Born le 23 juin 1728. Il a eu de son mariage cinq enfants avec Anne de Caumont-Lauzun. L'aîné, Armand II, est mort en 1712, sans postérité. Le second, Henri-François-Xavier est nommé évêque de Marseille en 1709 et est resté célèbre par son dévouement pendant l'épidémie de peste de Marseille, en 1720. Le troisième, Antonin, meurt à Sainte en 1712. L'héritier des seigneuries de Born, Castelmoron et Gavaudun, a été Charles-Gabriel. La cadette est Anne Marie Louise qui a été abbesse de Saintes, puis du Ronceray d'Angers.
Charles-Gabriel de Belsunce est colonel du régiment de Belsunce, a reçu la charge de sénéchal d'Agenais de son père, en 1716, car la charge est devenue héréditaire. Il est mort en 1739. Il a eu de son mariage en 1715 avec Cécile-Geneviève de Fontanieu, fille de Moyse-Augustin de Fontanieu, secrétaire du roi, intendant et contrôleur général des meubles de la Couronne, un fils, Antonin-Armand, grand louvetier de France en 1716. Ce dernier est mort en 1747. Il s'est marié en 1737 avec Charlotte Alexandrine Sublet d'Heudicourt dont il a eu un fils, Louis-Antonin, âgé de deux mois à sa mort. Louis-Antonin a hérité de tous les biens de la famille de Belsunce. Il est encore qualifié de baron de Gavaudun en 1779. A la Révolution, il a émigré à Londres où il est mort en 1796. Il a dû vendre la terre et seigneurie de Gavaudun à la famille de Fumel peu avant la Révolution dont on sait qu'elle en est propriétaire en l'an II quand les biens de Philibert de Fumel-Monségur, émigré en 1792, sont saisis.

### Propriété de la commune de Gavaudun
La vente en différents lots du château de Gavaudun et de son mobilier a duré deux ans. Il a été vendu plusieurs fois entre 1795 et 1796. Le château est en grande partie détruit en 1796. Il a été acheté par la commune de Gavaudun vers la fin 1796.

## Description
Le château construit sur un éperon rocheux surplombe de 40 m le fond du vallon de la Lède. L'assise sommitale délimite une terrasse de 75 m de long sur à peine 6 à 15 m de large. Au bout de cette terrasse, vers l'amont de la vallée  se dresse le donjon face à l'isthme retaillé qui prolonge le rocher. Derrière lui, parfaitement protégé, s'étiraient les quelques bâtiments, de nos jours rasés.
On ne pouvait accéder au château bâti au sommet du rocher, l'à-pic étant intégral de toutes parts, que par une échelle placée dans un puits vertical ménagé dans le rocher.
Le donjon du XIIIe siècle qui a été surhaussé au XIVe siècle, mesure 25 m de haut et se compose de cinq étages. Le petit village s'est établi au pied de la falaise, le long de la rivière.

## Protection aux monument historique
La tour a été classée par la liste des monuments historiques protégés en 1862 et le château, à l'exception de la tour déjà classée, a été classé par arrêté du 30 décembre 1987.

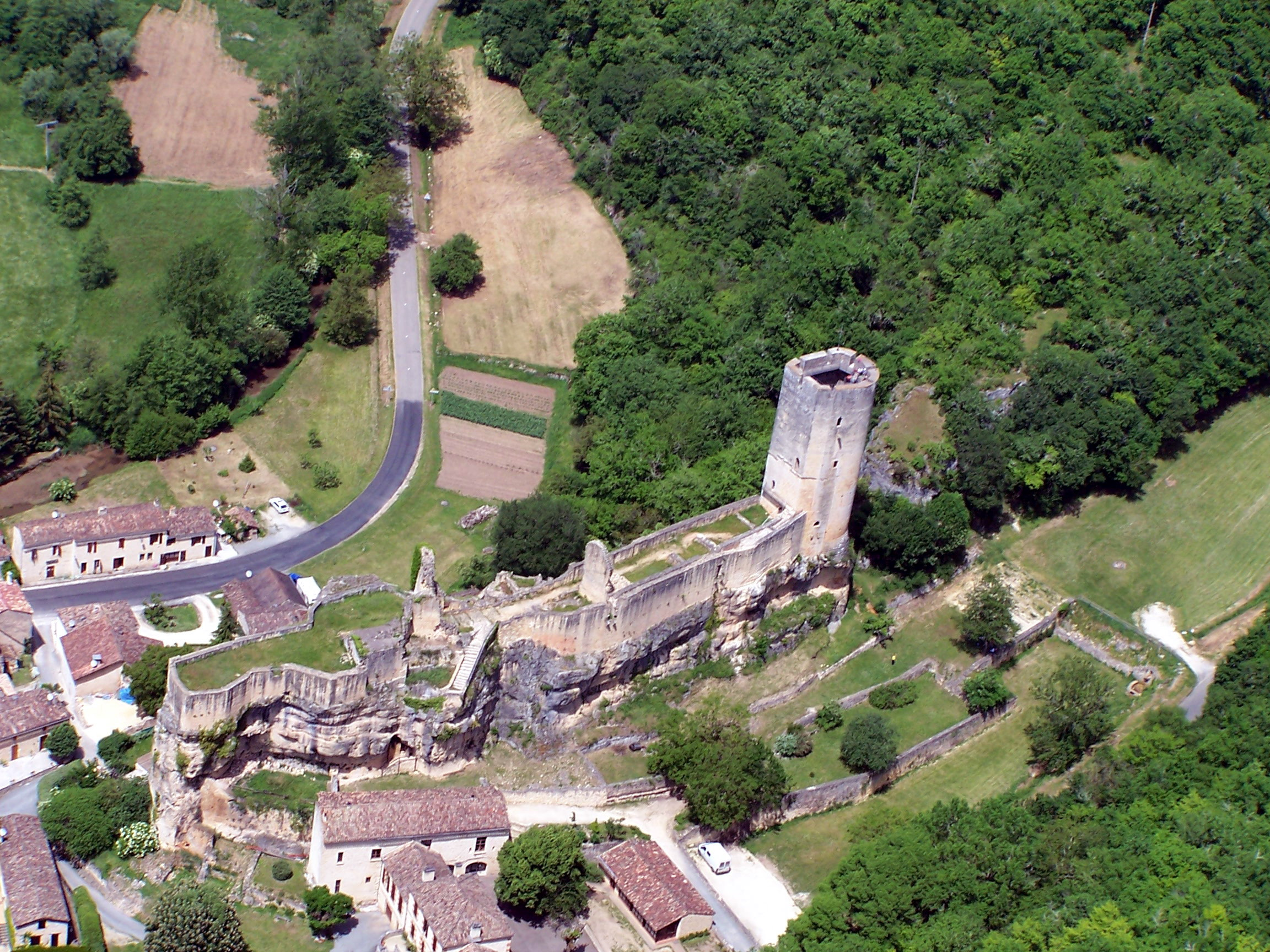
Le château côté est.
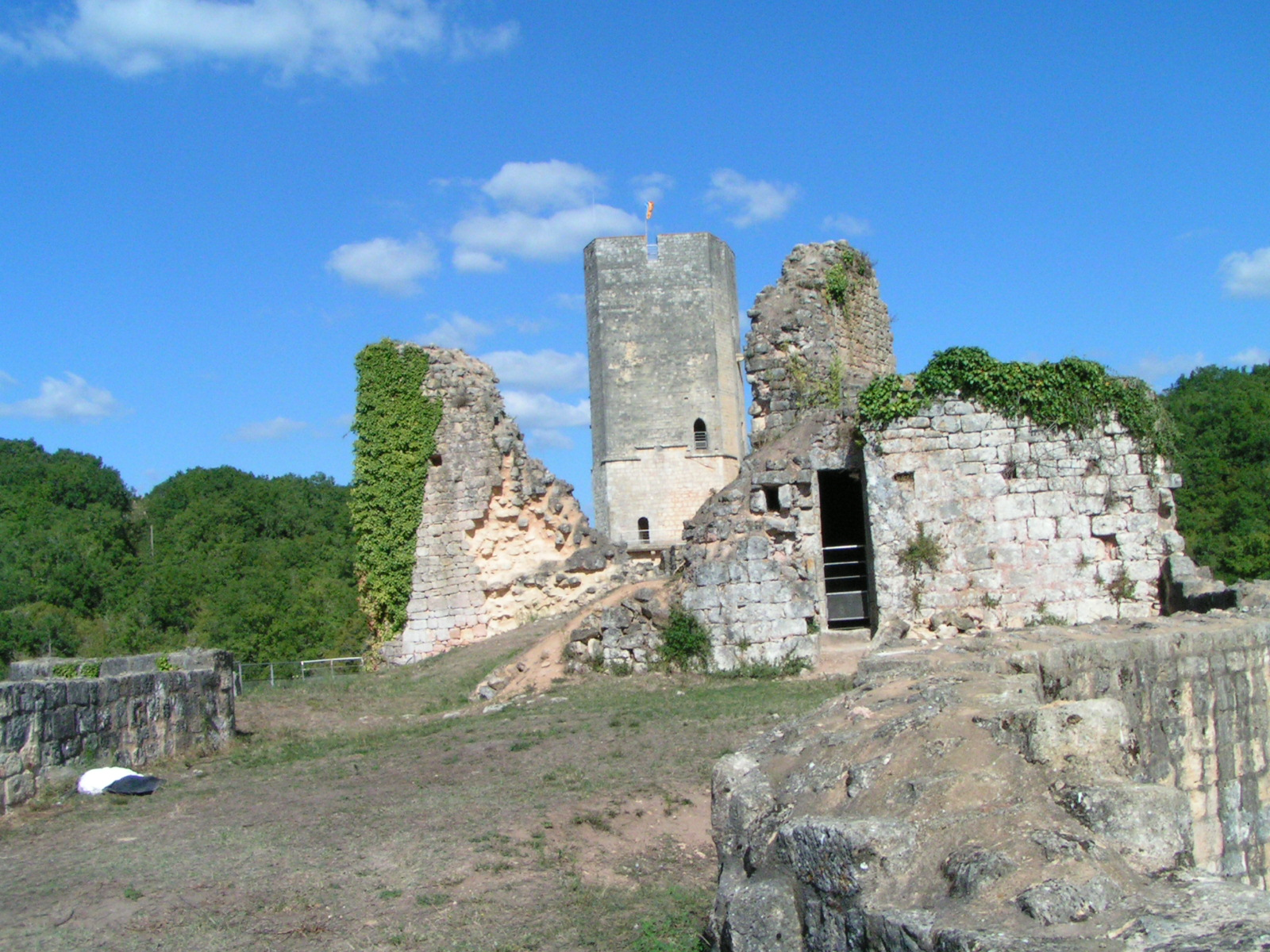
Le château de Gavaudun.
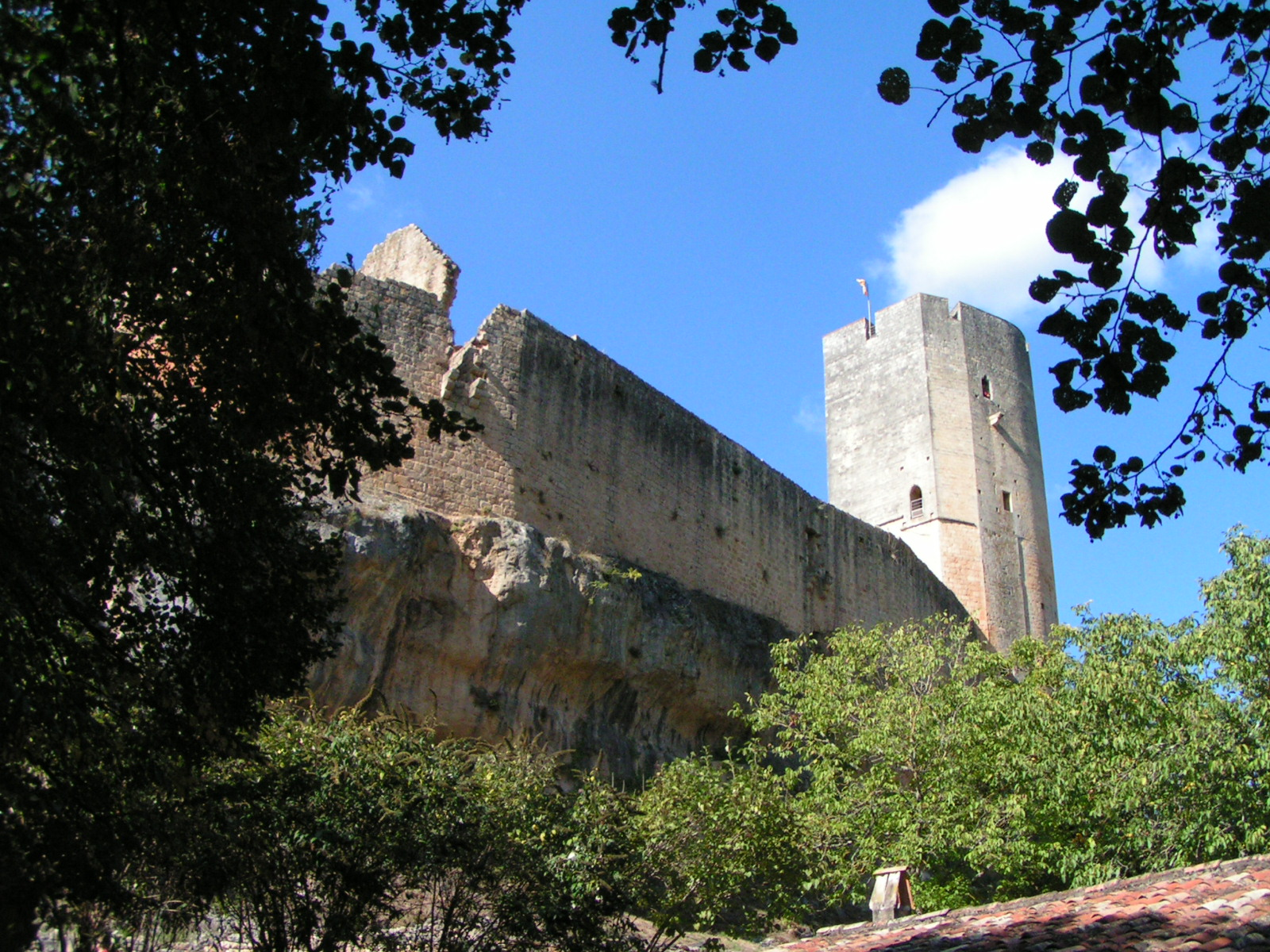
Le château de Gavaudun vu d'en bas.
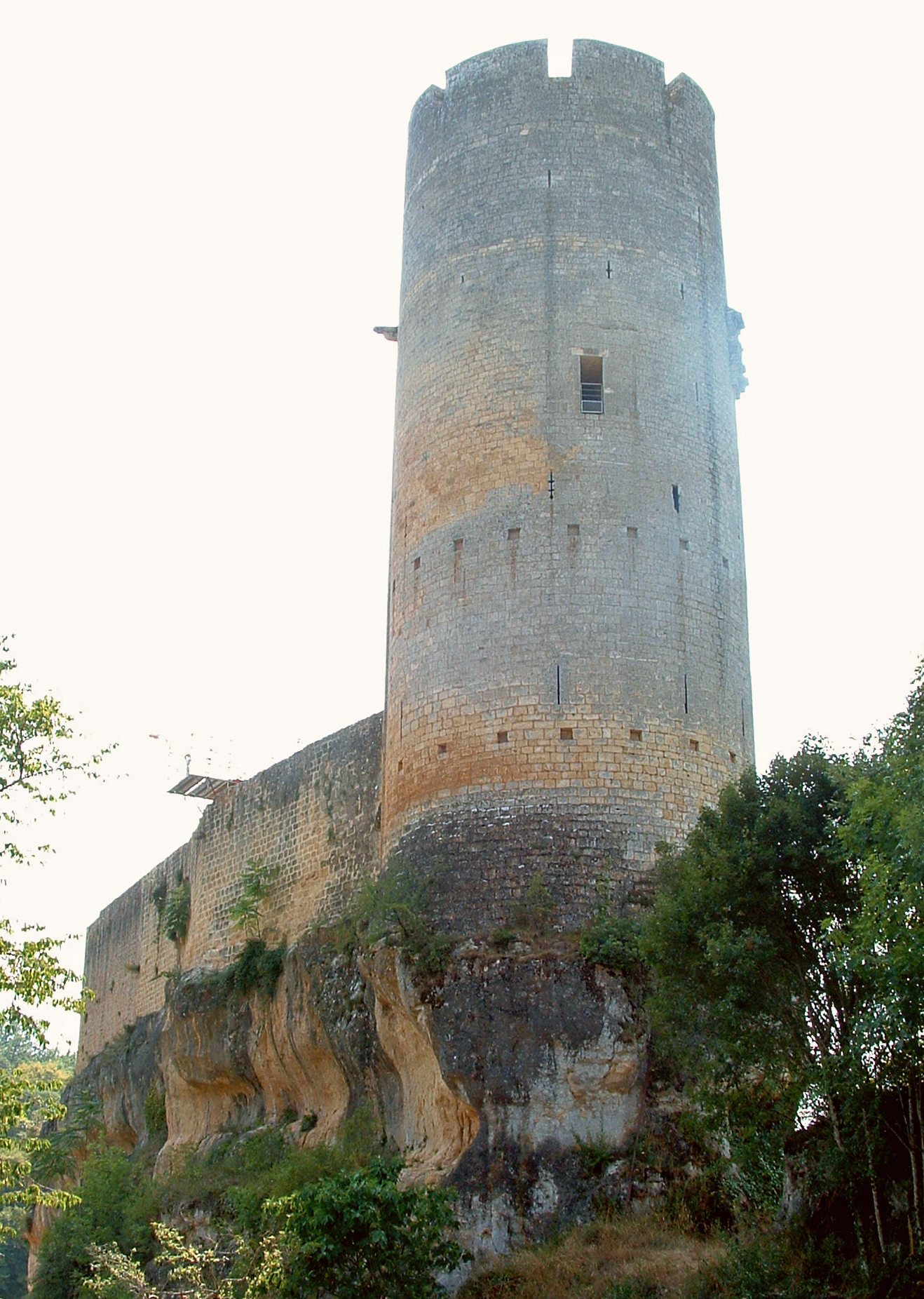
Le donjon.
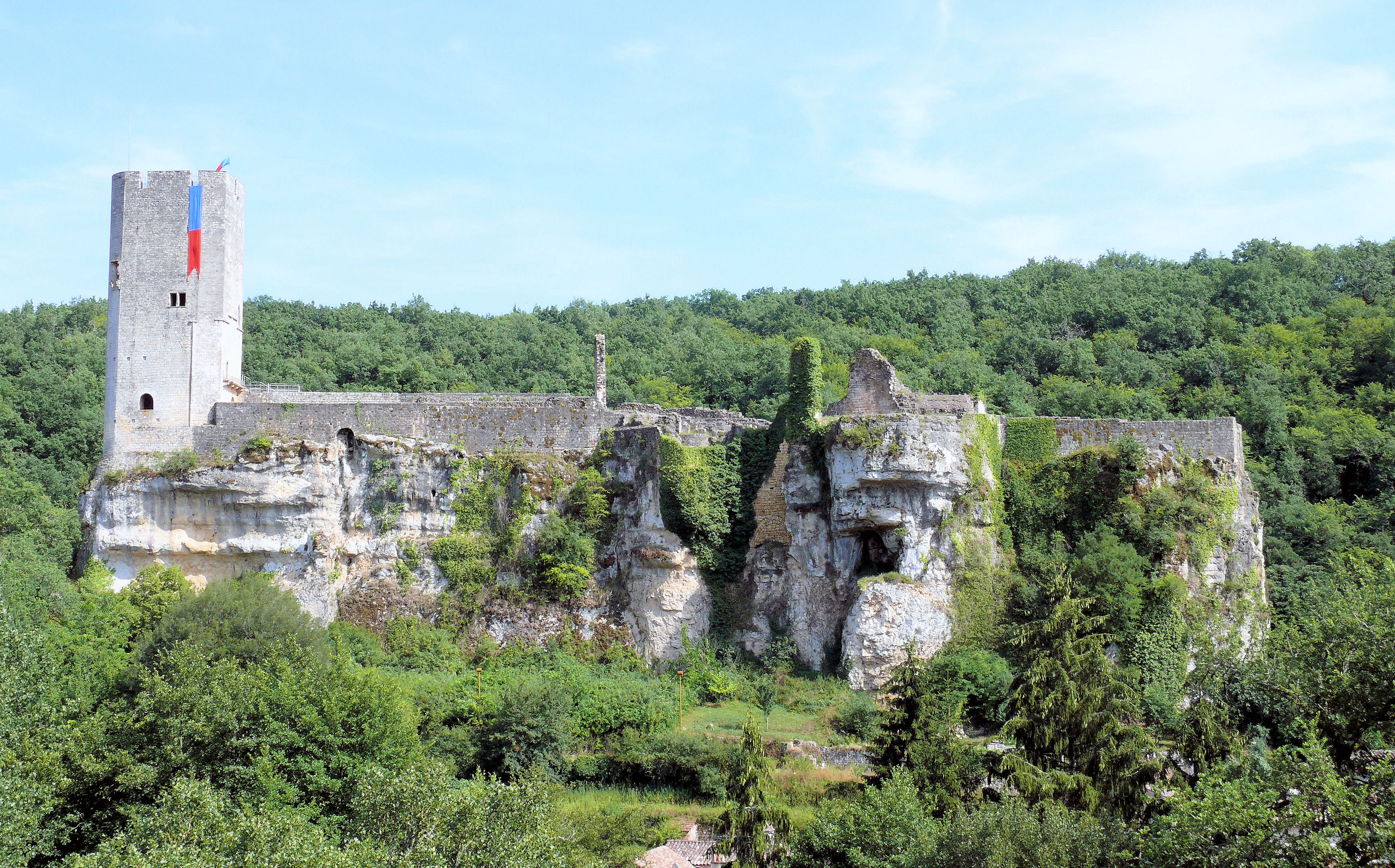
Élévation ouest.